# Nebulossa
Nebulossa je španski elektropop duo iz Ondare,  ki ga sestavljata pevka Mary Bas (*18. september 1968) in klaviaturist in producent Mark Dasousa (*2. januar 1974).

## Življenje in kariera
Mark in Mary sta poročena že več kot 20 let in imata skupaj dva otroka. Dou je nastal leta 2018. Ime skupine dobesedno pomeni meglica (v španščini, nebulosa). Dvojni S pa je značilnost katalonskega jezika, kjer veliko besed uporablja to obliko črkovanje.
Leta 2022 so kot trio skupaj z Ophelio Alibrando sodelovali na Una voce per San Marino, sanmarinskem predizboru za Pesem Evrovizije 2023, vendar so obstali v avdicijah. Duo je leta 2024 tekmoval na Benidorm Fest 2024, španskem izboru za Pesem Evrovizije 2024, s pesmijo »Zorra«. V svojem polfinalu 30. januarja 2024 sta se uvrstila na prvo mesto in se uvrstila v finale, v katerem sta zmagala in postala predstavnika Španije na Pesmi Evrovizije 2024. V finalu sta končala na 22. mestu s 30 točkami. 

## Diskografija

### Studijski album
| Naslov             | Podrobnosti                                                                                 |
| ------------------ | ------------------------------------------------------------------------------------------- |
| »Poliédrica de mí« | - Objavljeno: 26. maj 2021 - Založba: Atomic Records - Format: digitalni prenos, pretakanje |

### Pesmi
| Pesem                                                                              | Leto | Najvišja uvrstitev na lestvicah | Najvišja uvrstitev na lestvicah | Najvišja uvrstitev na lestvicah | Album / EP       |
| Pesem                                                                              | Leto | SPA                             | LTU                             | SWE Heat.                       | Album / EP       |
| ---------------------------------------------------------------------------------- | ---- | ------------------------------- | ------------------------------- | ------------------------------- | ---------------- |
| »La colmena«                                                                       | 2020 | —                               | —                               | —                               | Poliédrica de mí |
| »Océano de palabras«                                                               | 2020 | —                               | —                               | —                               | Poliédrica de mí |
| »Armada roja«                                                                      | 2020 | —                               | —                               | —                               | Poliédrica de mí |
| »Alud de inconformismo«                                                            | 2020 | —                               | —                               | —                               | Poliédrica de mí |
| »Anoche«                                                                           | 2020 | —                               | —                               | —                               | Poliédrica de mí |
| »Glam«                                                                             | 2021 | —                               | —                               | —                               | Poliédrica de mí |
| »1N84« (skupaj z Rocío Saiz)                                                       | 2022 | —                               | —                               | —                               |                  |
| »Me pones a mil«                                                                   | 2023 | —                               | —                               | —                               |                  |
| »Cuando te veo«                                                                    | 2023 | —                               | —                               | —                               |                  |
| »Me ha dado porno                                                                  | 2023 | —                               | —                               | —                               |                  |
| »Zorra«                                                                            | 2023 | 5                               | 17                              | 13                              |                  |
| »—« označuje singel, ki se ni uvrstil na lestvico ali ni bil izdan na tem ozemlju. |      |                                 |                                 |                                 |                  |